# Мухаммед Джафар Абу ат-Тимман
Мухаммед Джафар Абу ат-Тиман (1881—1945) — иракский политический деятель, предприниматель.

## Биография
В 1920—1930-х годах — один из руководителей патриотических организаций "Харас аль-истикляль" ("Стража независимости") и группы Ахали. Участвовал в организации антибританского восстания 1920 года. Возглавлял движение против кабальных англо-иракских договоров 1922, 1926 и 1930 годов.
В 1922 году — министр торговли, в течение ряда лет был председателем Торговой палаты Багдада. В 1936—1937 годах — министр финансов в правительстве Хикмета Сулеймана: возглавлял группу министров, боровшихся за развитие промышленности, осуществление аграрной реформы и демократизацию политического строя. Вышел в отставку из-за сопротивления премьер-министра Сидки Бекри проведению этой программы. Пользовался большим влиянием в патриотических кругах Ирака.